# Metropolitana di Gimpo
La metropolitana di Gimpo (김포 도시철도 ; 金浦都市鐵道 - Gimpo toshi cheoldo), o Gimpo GoldLine, è una linea di metropolitana leggera al servizio della città di Gimpo, situata a ovest rispetto a Seul, in Corea del Sud. È stata inaugurata il 28 settembre 2019.

## Stazioni
La seguente lista non è definitiva, e potrebbe subire variazioni in corso d'opera.
| Num. | Stazione Alfabeto    | Stazione Hangŭl | Stazione Hanja | Collegamenti                             | Distanza in km | Distanza totale | Posizione   | Posizione  |
| 100  | Yangchon             | 양촌            | 陽村           |                                          | 0,0            | 0,0             | Gyeonggi-do | Gimpo      |
| G101 | Gurae                | 구래            | 九來           |                                          | 1,4            | 1,4             | Gyeonggi-do | Gimpo      |
| G102 | Masan                | 마산            | 麻山           |                                          | 1,6            | 3,0             | Gyeonggi-do | Gimpo      |
| G103 | Changgi              | 장기            | 場基           |                                          | 2,6            | 5,6             | Gyeonggi-do | Gimpo      |
| G104 | Unyang               | 운양            | 雲陽           |                                          | 1,7            | 7,3             | Gyeonggi-do | Gimpo      |
| G105 | Geolpo Bukbyeon      | 걸포북변        | 傑浦北邊       |                                          | 3,4            | 10,7            | Gyeonggi-do | Gimpo      |
| G106 | Sau(Gimpo City Hall) | 사우(김포시청)  | 沙隅(金浦市廳) |                                          | 1,8            | 12,5            | Gyeonggi-do | Gimpo      |
| G107 | Pungmu               | 풍무            | 豊舞           |                                          | 1,6            | 14,1            | Gyeonggi-do | Gimpo      |
| G108 | Gochon               | 고촌            | 高村           |                                          | 3,6            | 17,7            | Gyeonggi-do | Gimpo      |
| G109 | Gimpo Int'l Airport  | 김포공항        | 金浦空港       | Linea 5 Linea 9 AREX Linea Seohae (2021) | 5,9            | 23,6            | Seul        | Gangseo-gu |